# Karpin (Mazovie)
Pour les articles homonymes, voir Karpin.

Karpin (prononciation : [ˈkarpin]) est un village polonais de la gmina de Dąbrówka dans le powiat de Wołomin de la voïvodie de Mazovie dans le centre-est de la Pologne.
Il est situé à environ 2 kilomètres à l'est de Dąbrówka (siège de la gmina), 16 kilomètres au nord de Wołomin (siège du powiat) et 37 kilomètres au nord-est de Varsovie (capitale de la Pologne).
Le village possède une population de 439 habitants en 2001.

## Histoire
De 1975 à 1998, le village appartenait administrativement à la voïvodie d'Ostrołęka.